# Freeloading
Freeloading – w terminologii firmy Microsoft termin z zakresu bezpieczeństwa bezprzewodowych sieci lokalnych – zagrożenie polegające na wykorzystaniu przez intruzów cudzej i słabo zabezpieczonej infrastruktury sieci bezprzewodowej do własnych celów. Freeloading prowadzi m.in. do znacznego obniżenia jakości usług QoS (obciążenia sieci), wystawienia sieci i jej użytkowników na dodatkowe zagrożenia ze strony wirusów i innych szkodliwych programów, botnetu, a także na konsekwencje prawne dla osób odpowiedzialnych za sieć (sprawców przestępstw komputerowych wykorzystujących niezabezpieczone bezprzewodowe sieci lokalne jest trudniej znaleźć). W niektórych krajach freeloading jest traktowany jako przestępstwo.